# Joanna Aragońska (1375–1407)
Joanna Aragońska (ur. październik 1375 w Daroca - zm. wrzesień 1407 w Walencji) − księżniczka Aragonii i hrabina Foix, jedyna dorosła córka Jana I Myśliwego i Marty d'Armagnac, żona Mateusza de Foix-Castelbon.
Joanna była drugim z piątki dzieci z pierwszego małżeństwa jej ojca, ale jako jedyna dożyła wieku dorosłego. Jej matka zmarła w 1378 roku, przy porodzie kolejnego dziecka, Marty.
Joanna wyszła za mąż 4 czerwca 1392 roku w Barcelonie za Mateusza de Foix-Castelbon, hrabiego Foix. Z trwającego piętnaście lat małżeństwa para nie doczekała się potomstwa.
Król Jan I zmarł w 1396 roku w wypadku na polowaniu. Jego następcą został młodszy brat, Marcin I, jednak sycylijscy możni zatrzymali go na wyspie, do której rościł on sobie prawa za sprawą swej matki, Eleonory Sycylijskiej.
Pretensje do tronu podczas nieobecności nowego monarchy zgłaszała jego żona, Maria de Luna, która sprawowała zastępcze rządy do przybycia męża w 1397 roku. Również Joanna i jej mąż, którzy podpierali swe roszczenie pierwszeństwem w dziedziczeniu tronu przez potomków zmarłego króla, zgłosili pretensje do aragońskiego tronu. Po powrocie do kraju Marcin I oparł się zbrojnej inwazji swej bratanicy. Również przyrodnia, młodsza siostra Joanny, Jolanta, usiłowała zdobyć panowanie z poparciem swej matki.